# Solid State Records
Rise Records — американский звукозаписывающий лейбл, выпускающий в основном христианский метал, христианский хардкор и металкор.

## Исполнители
- Azusa[1]
- Becoming the Archetype
- The Devil Wears Prada[2]
- The Drowned God[3]
- Earth Groans[4]
- Empty
- Fit for a King
- Lifelong
- Lightworker
- Norma Jean
- Oh, Sleeper
- The Ongoing Concept
- Opponent
- OrphanTwin
- Phinehas[5]
- Silent Planet
- Spirit Breaker
- The Undertaking![6]
- Wolves at the Gate